# 深江文化村
深江文化村（ふかえぶんかむら）は、兵庫県神戸市東灘区深江南町にある地区の名称。

## 概要
明治後期から昭和初期までの阪神間モダニズムとよばれた時代、阪神間は富裕層の別荘地であった。大正後期、理想とする住環境を創造するために資産家と医師、建築家吉村清太郎（元ヴォーリズ事務所）らが手を組んで芦屋川西岸に建設した西洋館街が後に深江文化村と称されるようになった。
敷地面積は約3000坪、中央に広大な芝生庭園が造られ、それを囲むように13軒の西洋館が配され、そこに9カ国13組の家族が居住した。
当時、深江文化村にロシア革命を逃れてきたルーチンやメッテルらが移り住んだことで、文化村とその南西に建設された長期滞在型オーベルジュ「文化ハウス」は、音楽による国際交流の場にもなった。
その後、西洋館の多くは老朽化や阪神淡路大震災などで喪失した。2009年の時点で2軒（登録有形文化財）が現存し、わずかに当時の面影を伝えている。

## 深江文化村に集った主な文化人
- アレクサンドル・ミハイロヴィチ・ルーチン - ロシア人ピアニスト、大澤壽人らの師
- ミハエル・ウェクスラー - ヴァイオリニスト、貴志康一の師
- レオ・シロタ - ピアニスト
- ヨーゼフ・ラスカ - 日本初のオーケストラである宝塚交響楽団の指揮者
- エマヌエル・メッテル - ロシア人指揮者、朝比奈隆の師
- エレナ・オソフスカヤ・メッテル - 宝塚歌劇団舞踏教授
- アレクサンドル・モギレフスキー - ヴァイオリニスト
- 諏訪根自子 - ヴァイオリニスト
- 貴志康一 - ヴァイオリニスト
- 大澤壽人 - 作曲家、指揮者
- 山田耕筰 - 作曲家、指揮者
- 小磯良平 - 洋画家
- 竹中郁 - 詩人
- 近衛秀麿 - 作曲家、指揮者

## 現存する施設
- 冨永家住宅 - 国の登録有形文化財、ツーバイフォー工法による建造物
- 古澤家住宅 - 国の登録有形文化財

## 所在地
- 〒658-0022 兵庫県神戸市東灘区深江南町1